# Tollef Østvang
Tolef Østvang (Røros, 1985) is een Noorse drummer in de jazz en geïmproviseerde muziek
Østvang speelde in de groep Friends & Neighbors, hiermee maakte hij in 2012 zijn eerst opnamen (Hymn for a Hungry Nation, met Thomas Johansson, Andre Roligheten,  Oscar Gronberg, Jon Rune Strøm). In 2014 nam hij in een trio met Martin Küchen en Jon Rune Strøm voor NoBusiness Records het album Melted Snow op. Verder werkte hij met Joe McPhee en John Dikeman (Universal Indians), met Ab Baars, Ig Henneman, Tobias Delius, Wolter Wierbos, Eric Boeren, Michael Moore, Wilbert de Joode, Dave Rempis, Lasse Marhaug, Josh Berman, Keefe Jackson en Jaap Blonk. In 2018 begon hij een duo met Mars Williams. Østvang woont in Trondheim.

## Discografie (selectie)
- All Included: Satan in Plain Clothes (Clean Feed Records, 2014), met Thomas Johansson, Mats Aleklint, Martin Küchen, Jon Rune Strøm
- Mars Williams / Tollef Østvang: Painted Pillars (Stone Floor Records, 2018)